# Vierville-sur-Mer
Vierville-sur-Mer – miejscowość i gmina we Francji, w regionie Normandia, w departamencie Calvados.
Według danych na rok 1990 gminę zamieszkiwało 256 osób, a gęstość zaludnienia wynosiła 40 osób/km² (wśród 1815 gmin Dolnej Normandii Vierville-sur-Mer plasuje się na 635. miejscu pod względem liczby ludności, natomiast pod względem powierzchni na miejscu 769.).

## Położenie geograficzne
Vierville-sur-Mer leży około 23 km na północny zachód od Bayeux i około 42 km na północny wschód od Saint-Lô na wybrzeżu kanału La Manche. Vierville-sur-Mer jest otoczone sąsiednimi gminami Saint-Laurent-sur-Mer na wschodzie i południowym wschodzie oraz Formigny-la-Bataille na południu i zachodzie.

## Historia
Wybrzeże w Vierville-sur-Mer jest częścią Omaha Beach, na której oddziały amerykańskie 6 czerwca 1944 poniosły duże straty w zabitych, rannych i zaginionych podczas lądowania aliantów w Normandii. Zdobyto ją po 10 godzinach walk. Naprzeciwko miejscowości zbudowano sztuczny port Mulberry A.

## Zobacz
- Osobny artykuł: Heinrich Severloh.